# 공주 구룡사지
공주구룡사지(公州九龍寺址)는 대한민국 충청남도 공주시 반포면 상신리에 있는 통일신라의 구룡사 절 터이다. 1982년 12월 31일 충청남도의 기념물 제39호로 지정되었다.

## 개요
계룡산의 북으로 뻗은 중턱에 절터가 있으며 이 지역을 법당골, 부도골 등으로 부른다.
마을에는 많은 석조물 조각들이 흩어져 있는데, 주변에서‘구룡사’ 라고 찍힌 기와조각이 발견되어 구룡사터라고 부르고 있다.
절의 입구에는 당간지주가 서 있으며, 주춧돌과 장대석, 부도의 받침돌이 남아 있었는데, 현재 국립공주박물관으로 옮겨 놓았다.
당시 규모가 큰 절이었음을 추정할 수 있으며, 백제와 통일신라시대의 유물들로 보아 백제 후기나 통일신라시대 전기에 만든 것으로 보여진다.

## 참고 자료
- 공주구룡사지 - 국가유산청 국가유산포털